# Педру III (маніконго)
Педру III (порт. Pedro III) або Нсімба-а-Нтамба (кон. Nsimba a Ntamba; 1648–1680) — двадцять восьмий маніконго центральноафриканського королівства Конго.

## Біографія
Був старшим братом авенеконго Лемба Жуана II й одним із багатьох претендентів на трон Конго з династії Кінлаза.
Педру був маркізом Мпемба. 1669 року він із військом виступив на столицю та вбив короля Алвару VIII, після чого сам зайняв трон. Однак його правління через громадянську війну виявилось украй нетривалим. Того ж року престол захопив Алвару IX, а Педру був змушений тікати.
1678 року Педру знову спробував захопити Сан-Сальвадор. У вирішальній битві Педру III убив маніконго Даніеля I та зруйнував місто. Після того Педру відступив до гір Лемба.
1680 року Педру, перебуваючи в Лемба, все ще претендував на титул маніконго. Втім його противники заманили колишнього короля в пастку та вбили.